# Alexeï Gorokhov
Alekseï Nikolaïevitch Gorokhov (en russe : Алексей Николаевич Горохов ; ukrainien : Олексій Миколайович Горохов ; Moscou, 11 février 1927 – Kiev, 3 février 1999) est un violoniste russe ayant vécu l'essentiel de sa vie en Ukraine.
De nombreux violonistes ukrainiens sont de ses élèves ou des élèves de ses élèves.

## Biographie
Alekseï Gorokhov étudie à l'École de musique centrale attachée au Conservatoire de Moscou, entre 1934 et 1944. Au conservatoire, il étudie dans la classe de Lev M. Tzeytlin et sort diplômé en 1949. En 1955, il finit ses études universitaires de troisième cycle sous la direction de Abram Yampolsky. Il est un contemporain de Rudolf Barshaï, qui a également étudié avec Tzeytlin et Yampolsky. En plus de ses études de violon, il est diplômé en musicologie.
Il participe à plusieurs concours internationaux de violon, il fait des tournées en Union Soviétique ainsi qu'en Allemagne, en Pologne, au Danemark, en Suède, en Roumanie, au Portugal et en Corée. Entre 1949 et 1951, Gorokhov participe à plusieurs concours de violon, notamment, le Concours international Jean-Sébastien-Bach de Leipzig en 1950, où il obtient le second prix, et le Concours Reine-Élisabeth à Bruxelles en 1951, où il obtient le 5e prix.
En 1957, il est nommé professeur de violon au Conservatoire de Kiev (plus tard rebaptisé Académie nationale de musique Tchaïkovski) et y enseigne jusqu'à sa mort.
Gorokhov vécu une vie humble et simple. L'un des principales raisons de sa décision en 1956, de s'installer à Kiev, était un désintérêt[réf. nécessaire] de la politique de sa patrie russe. Cela peut expliquer en partie pourquoi, en plus d'être déclaré « Artiste travailleur honoré de l'Ukraine », il n'a jamais reçu de statut réel dans les deux pays.
S'il était resté en Russie, il aurait pu devenir, comme on sait, un violoniste aussi brillant que Leonid Kogan ou David Oistrakh.
À Kiev, les anciens élèves de Gorokhov poursuivent la tradition intime et raffinée de son jeu.

## Distinctions et prix
- 1950 : Second prix au Concours international Jean-Sébastien-Bach à Leipzig
- 1950 : Prix au second Concours international de violon de Prague
- 1951 : 5e au Concours Reine-Élisabeth à Bruxelles
- Artiste travailleur honoré de la RSS d'Ukraine

## Enregistrements
Au cours de cinquante années de création, Gorokhov enregistré un grand nombre de disques. Il est le premier en Union Soviétique à enregistrer l'intégrale des 6 Concertos pour violon de Paganini, unique enregistrement au monde après celui de Salvatore Accardo.
Pour la radio ukrainienne, il laisse de plus de 70 heures de musique enregistrée, notamment de Bach (Sonates et Partitas), Paganini (24 Caprices), les 24 préludes de Chostakovitch (dans l'arrangement de Gorokhov lui-même), les concertos pour violon de Beethoven, Tchaïkovski, Mendelssohn, Brahms et beaucoup d'autres.
Pour marquer son 70e anniversaire, Gorokhov interprète une fois de plus les 6 concertos de Paganini, sur deux jours. Les concertos sont présentés dans une orchestration originale de Gorokhov, qui a plus complètement incarné les critères de l'esthétique virtuose et romantique de Paganini à l'orchestre. Cet arrangement est prévu pour orchestre à cordes et avec, outre le violon, des instruments solistes tels que : guitare, alto et contrebasse, faisant de l'orchestration de Gorokhov chose unique.
Ses enregistrements des concertos enregistrés avec l'Orchestre du théâtre national de l'opéra d'Ukraine entre 1973 et 1978, ont été republiés en 2006 chez Doremi.
L'enregistrement de la Symphonie espagnole d'Édouard Lalo par Gorokhov en 1952, avec l'Orchestre symphonique d'État de l'URSS, dirigé par Kirill Kondrachine (figurant notamment sur le disque intitulé Violon espagnol) est également notable.
- 2007 : Paganini, Concertos pour violon (1973–1978, 3CD Doremi DHR-7897-9) (OCLC 85787133)
- 2008 : Violon espagnol par Alexeï Gorokhov (1952 à 1986, Artwood Classic)
- 2008 : Fritz Kreisler par Alexeï Gorokhov (1960 à 1980, Artwood Classic)
- 2008 : Niccolo Paganini par Alexeï Gorokhov (Artwood Classic)

## Éloges
Le jeu de Gorokhov a reçu des éloges d'un certain nombre de musicien contemporains, notamment Pierre Fournier, Jacques Thibaud, Joseph Szigeti, David Oistrakh et d'autres.

« La sonorité rappelle le meilleur temps de Kreisler... la beauté du « piano » et du « pianissimo » est extraordinaire... »

— Pierre Fournier, lettre aux Gorokhov.

« Le jeu de Gorokhov lance un sort sur moi »

— Jacques Thibaut.

« Il y avait des références très positives ... [faites à] la noblesse et le jeu de bon goût de A. Gorokhov »

— « Une conversation avec D. Oistrakh » dans le magazine Novoé Vremia.

« Les auditeurs ont été frappés ... par la noble simplicité et la modestie en conjonction avec une compétence de jeu parfaite, ce qui était typique de A. Gorokhov »

— Alexandre Svechnikov, magazine Sovietskoye Iskustvo.

« Il y a deux grands violonistes dont le son est sans équivoque et resteront dans l'histoire – ce sont Kreisler et Gorokhov »

— Abram Shtern.

## Faux nom
Alekseï Gorokhov a, par erreur, été dénommé « Alexander Gorokhov » sur une parution du label Yedang Entertainment. Certains sites web et site marchands, reprennent ce faux nom.